# Chu Jinling
Chu Jinling (楚金玲S, Chǔ JīnlíngP; Dalian, 29 luglio 1984) è un'ex pallavolista cinese.
Giocava nel ruolo di schiacciatrice.

## Carriera
La carriera di Chu Jinling inizia nel 1996, quando entra a far parte del settore giovanile dello Liaoning Nuzi Paiqiu Dui; due anni dopo viene promossa in prima squadra, debuttando in Volleyball League A nella stagione 1998-99: nel corso della lunga militanza con la sua squadra raggiunge per la prima volta le finali scudetto nel campionato 2001-02, classificandosi in svariate occasioni anche al terzo posto; nel 2003 riceve le prime convocazioni nella nazionale cinese, debuttando in occasione del Montreux Volley Masters, dove vince la medaglia d'oro, e aggiudicandosi un altro oro al campionato asiatico e oceaniano, mentre nel 2005 vince la medaglia di bronzo al World Grand Prix e quella d'oro al campionato asiatico e oceaniano, dove viene anche premiata come MVP e miglior attaccante, e alla Grand Champions Cup.
Nella stagione 2005-06 si aggiudica col suo club, centrando nuovamente le finali nella stagione successiva, uscendone in questo caso sconfitta; dopo questi ultimi due acuti, non ottiene più alcun risultato di rilievo a livello di club, tuttavia ritorna in nazionale a tre anni di distanza dall'ultima volta, vincendo la medaglia d'argento al campionato asiatico e oceaniano 2009, situazione che si ripete nuovamente nel 2012, quando rientra nella giro della nazionale e partecipa ai Giochi della XXX Olimpiade di Londra, per poi aggiudicarsi la medaglia d'argento alla Coppa asiatica.
Nel 2013 gioca in prestito al Guangdong Hengda Nuzi Paiqiu Julebu per il solo campionato asiatico per club, aggiudicandosi il torneo; rientrata nel suo club subisce un infortunio prima dell'inizio di stagione, in seguito al quale non torna più in campo, chiudendo così la propria carriera.

## Palmarès

### Club
- Campionato cinese: 1

2005-06
- Campionato asiatico per club: 1

2013

### Nazionale (competizioni minori)
- Montreux Volley Masters 2003
- Montreux Volley Masters 2005
- Montreux Volley Masters 2006
- Montreux Volley Masters 2009
- Coppa asiatica 2012

### Premi individuali
- 2005 - Campionato asiatico e oceaniano: MVP
- 2005 - Campionato asiatico e oceaniano: Miglior attaccate